# Kazańska Fabryka Śmigłowców

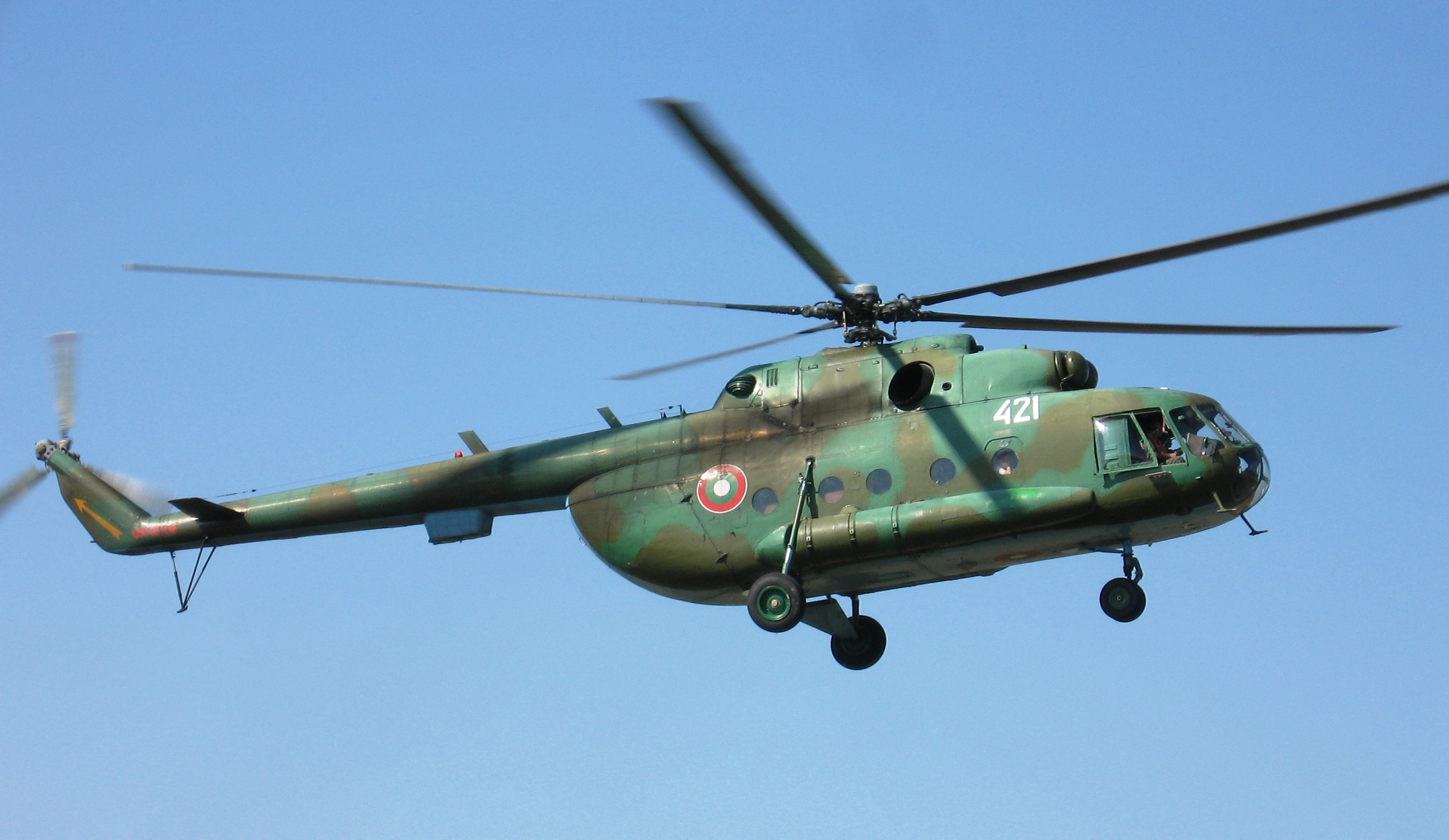
Śmigłowiec Mi-17

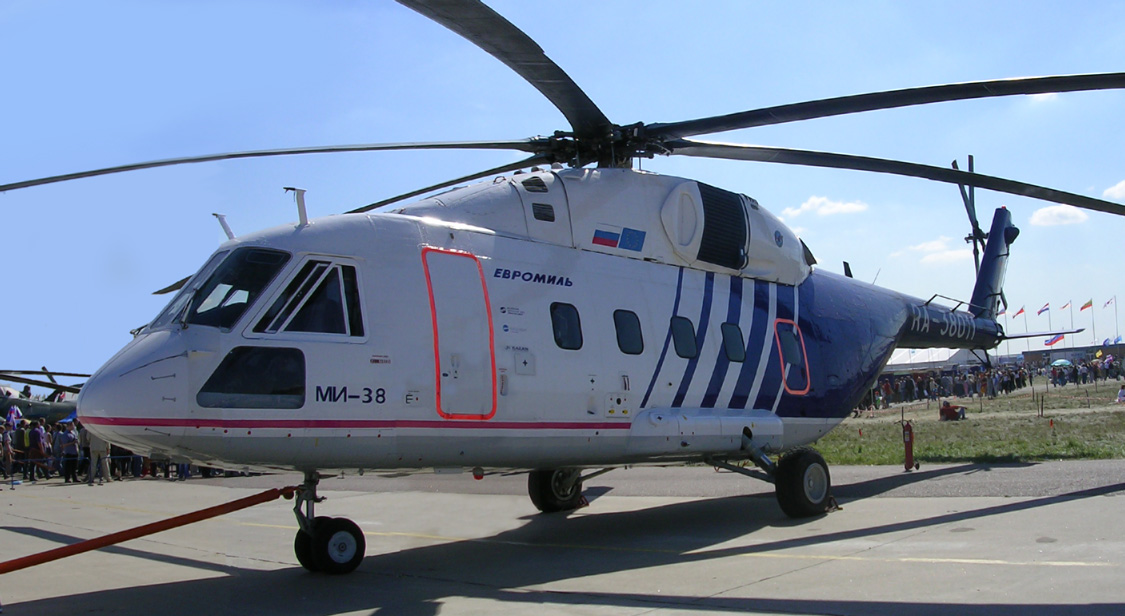
Śmigłowiec Mi-38

Kazańska Fabryka Śmigłowców (rus. Казанский вертолётный завод) – rosyjskie przedsiębiorstwo przemysłu lotniczego z siedzibą w Kazaniu, jedna z największych rosyjskich wytwórni śmigłowców.
Wchodzi w skład przedsiębiorstwa Russian Helicopters, z którym także jest związane NCW im. M.L. Mila i N.I. Kamowa, i który stanowi część struktur Państwowej Korporacji Rostiech.

## Historia
- Zakłady powstały w 1933 roku jako przedsiębiorstwo obróbki drewna, później otrzymał nazwę „Zakład nr 387”[potrzebny przypis].
- W 1941 roku w zakładach podjęto produkcję dwupłatowca Po-2. W czasie II wojny światowej zakłady wyprodukowały około 10000 egzemplarzy tego samolotu, co stanowi 10% ogółu samolotów wyprodukowanych w tym czasie w ZSRR[potrzebny przypis].
- W 1951 roku w zakładach rozpoczęto produkcję śmigłowców Mi-1, a począwszy od 1956 roku rozpoczęto produkcję śmigłowców na eksport[potrzebny przypis].
- Począwszy od 1965 roku zakłady produkują śmigłowiec Mi-8, uważany za najbardziej rozpowszechniony śmigłowiec na świecie[potrzebny przypis].
- W 1993 roku zakłady zostały sprywatyzowane[potrzebny przypis].

Przedsiębiorstwo ma swoją historię od 1940. Firma produkuje nowoczesne modyfikacje śmigłowców Mi-8 (Mi-17), Mi-38, tu także produkowany jest lekki śmigłowiec Ansat. Zakłady ściśle współpracują z Moskiewską Fabryką Śmigłowców im. M.L. Mila w celu modernizacji śmigłowców marki "Mi".
Obiecującym kierunkiem prac firmy jest produkcja nowego śmigłowca transportowo-pasażerskiego Mi-38. W 2018 pierwszy seryjny śmigłowiec Mi-38T, przeznaczony dla rosyjskiego ministerstwa obrony, wykonał swój pierwszy lot w ramach programu testowego. W 2019 rozpoczęto pierwsze dostawy tego typu pojazdów: dwa śmigłowce Mi-38T, zlecone przez rosyjskie Ministerstwo Obrony, zostały przekazane departamentowi wojskowemu. Śmigłowiec Mi-38 może być eksploatowany w szerokim zakresie warunków klimatycznych i jest gotowy do przechowywania poza hangarem. "Śmigłowce Rosji" prognozują duży popyt na maszyny tego typu na wszystkich swoich tradycyjnych rynkach.
Firma rozwija się zgodnie z planem przezbrojenia technicznego, który jest częścią strategii modernizacji produkcji holding "Śmigłowce Rosji" W ramach tego procesu fabryka jest wyposażona w najnowsze urządzenia o wysokiej wydajności, wdrażane są ujednolicone procesy. Przezbrojenie bazy produkcyjnej pomoże obniżyć koszty produkcji i zwiększyć wielkość produkcji, poprawić jakość i niezawodność oraz rozszerzyć zakres produkowanych produktów. 
Śmigłowce wyprodukowane w Kazaniu przeleciały ponad 50 milionów godzin na całym świecie. W historii zakładu około 12.000 śmigłowców Mi-4, Mi-8, Mi-14, Mi-17, Ansat i ich modyfikacji zostało dostarczone do 92 krajów.

## Produkcja

### Dawniej
- - samolot wielozadaniowy Po-2,
  - lekki śmigłowiec wielozadaniowy Mi-1,
  - śmigłowiec wielozadaniowy Mi-4
  - śmigłowiec wielozadaniowy Mi-8
  - wielozadaniowy śmigłowiec morski Mi-14

### Obecnie
- - śmigłowce wielozadaniowe Mi-8 różnych odmian
  - śmigłowiec wielozadaniowy Mi-38

Własne konstrukcje zakładu:
- lekki śmigłowiec Ansat
- lekki śmigłowiec Aktaj

.